# 東村山駅

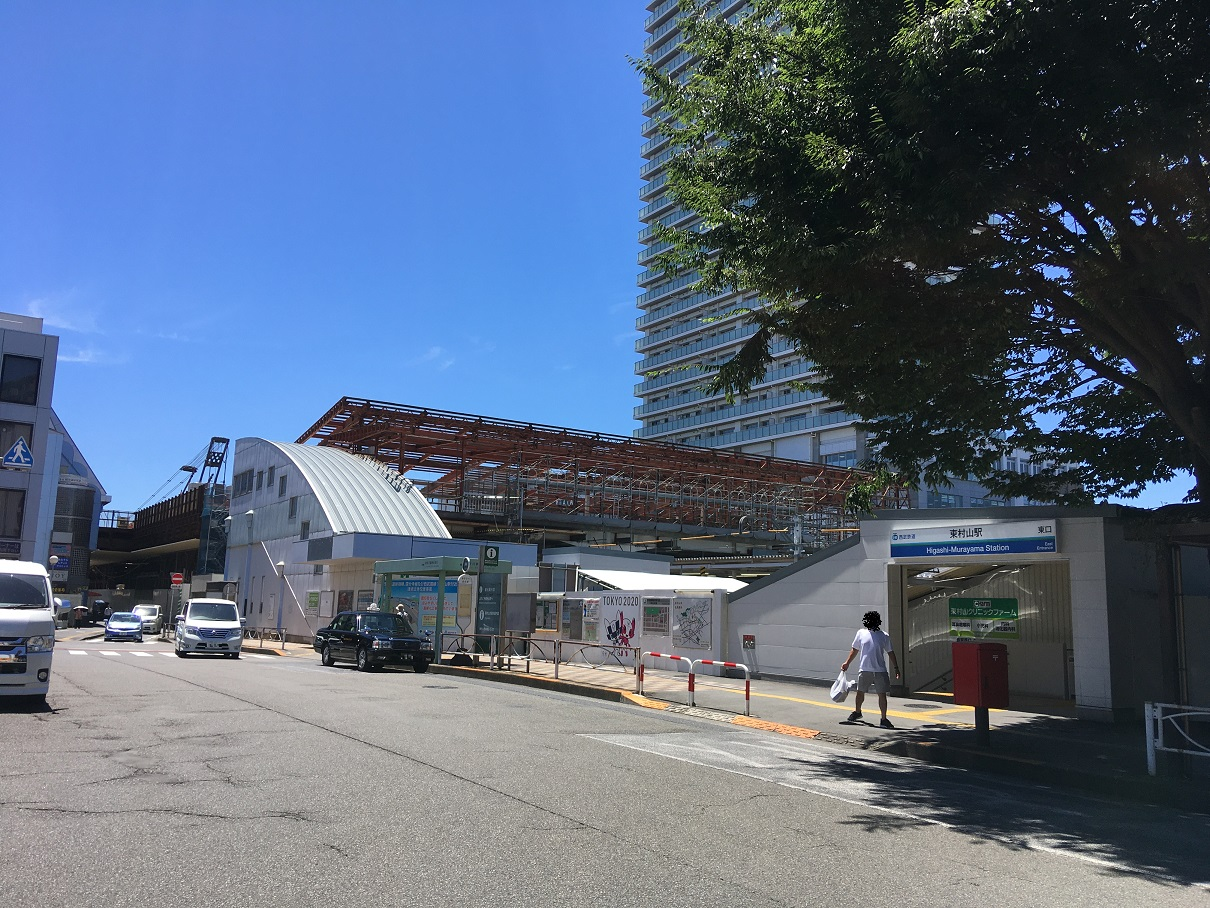
高架工事中の東口
（2020年8月11日）

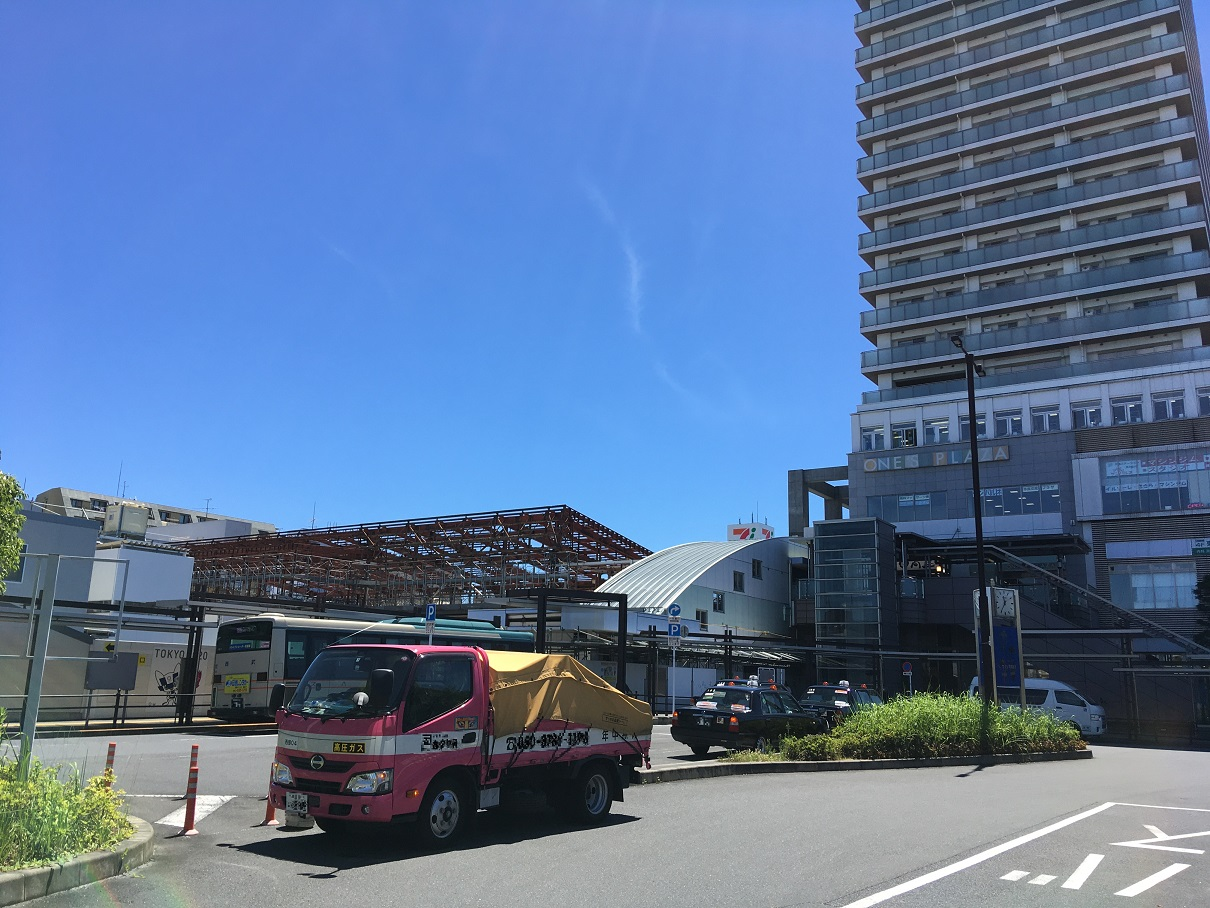
高架工事中の西口
（2020年8月11日）

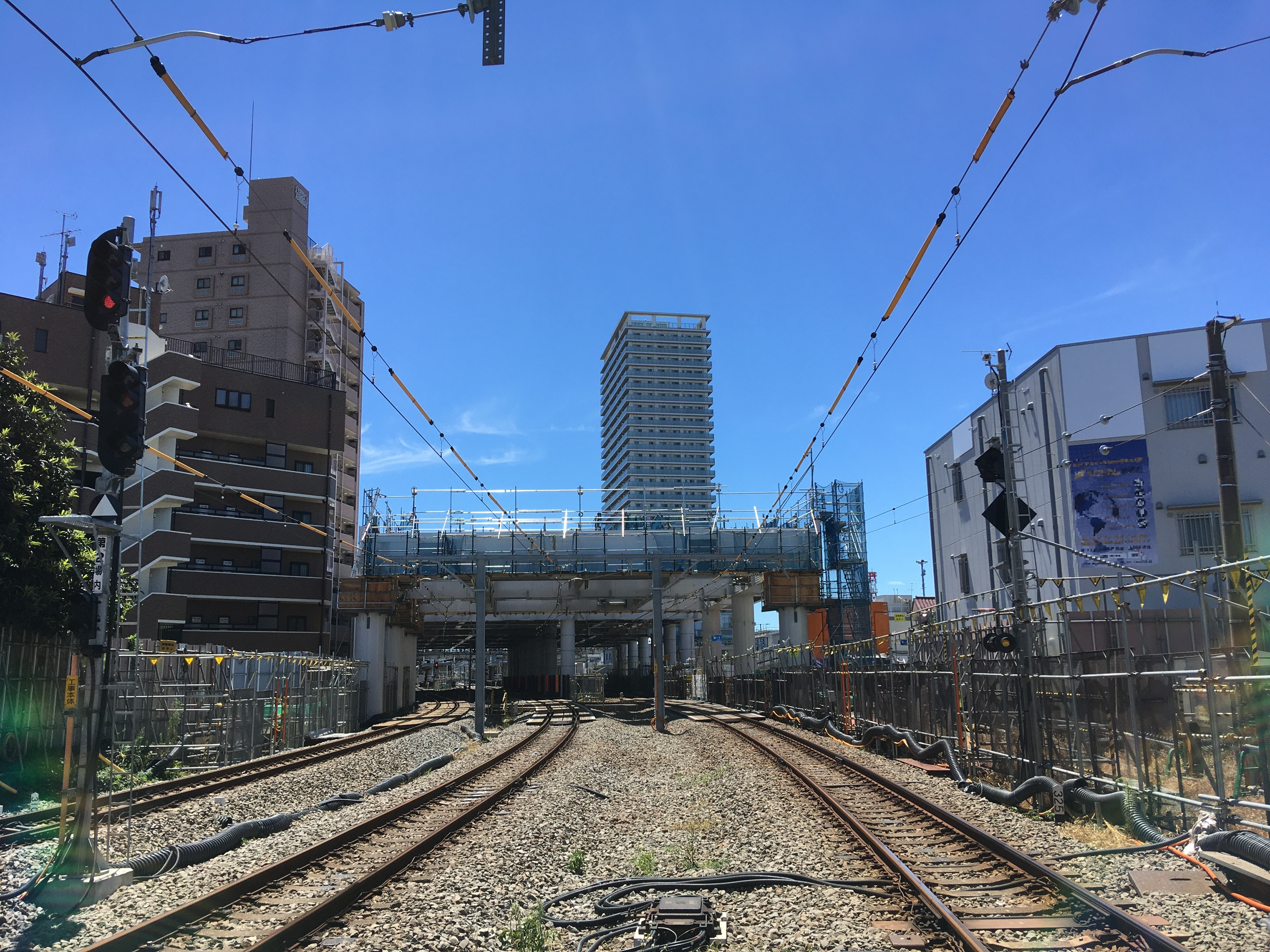
高架工事中の東村山駅全景。踏切構内より撮影（2020年8月11日）

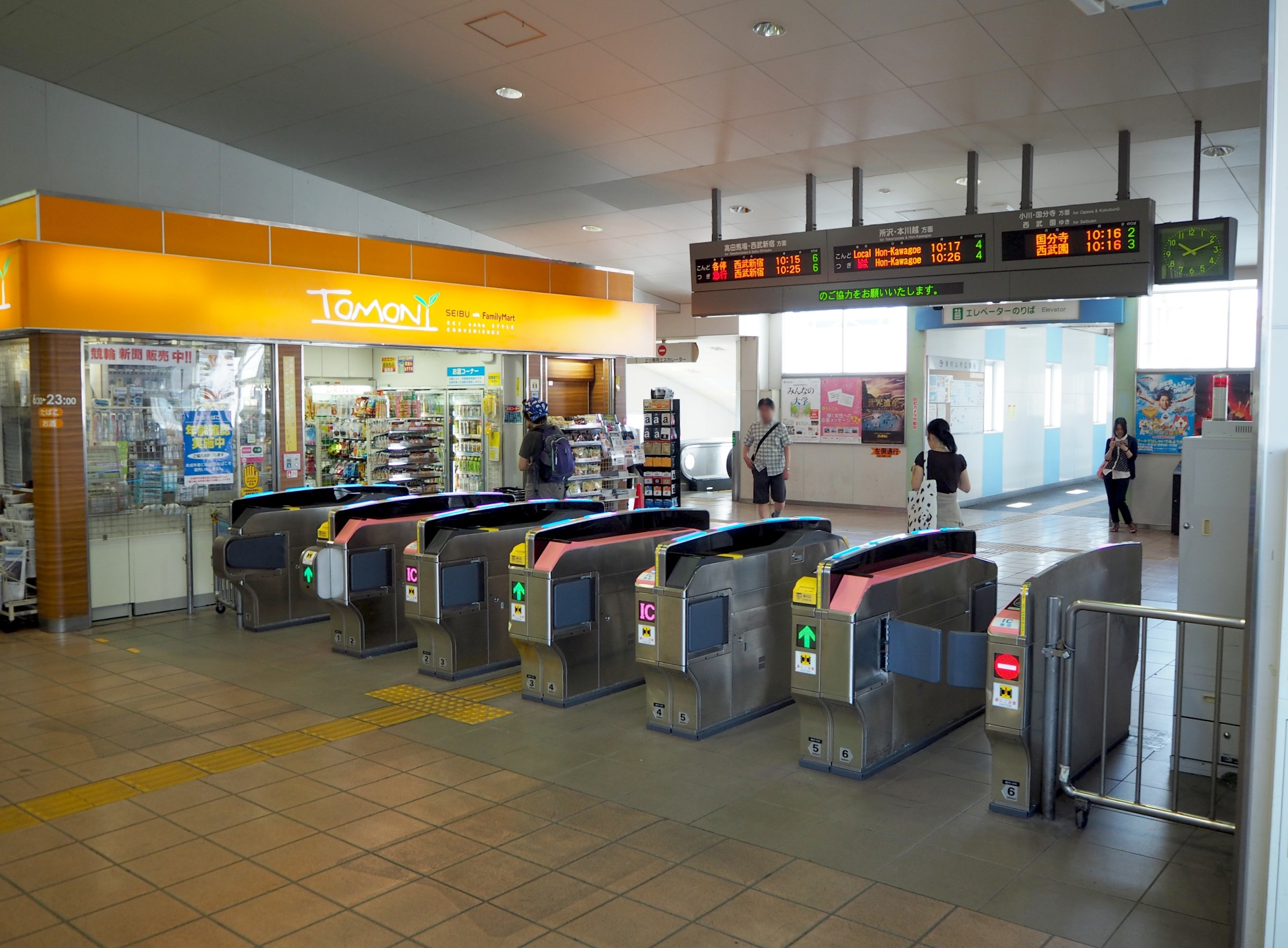
橋上駅舎閉鎖前の改札口
（2015年7月）

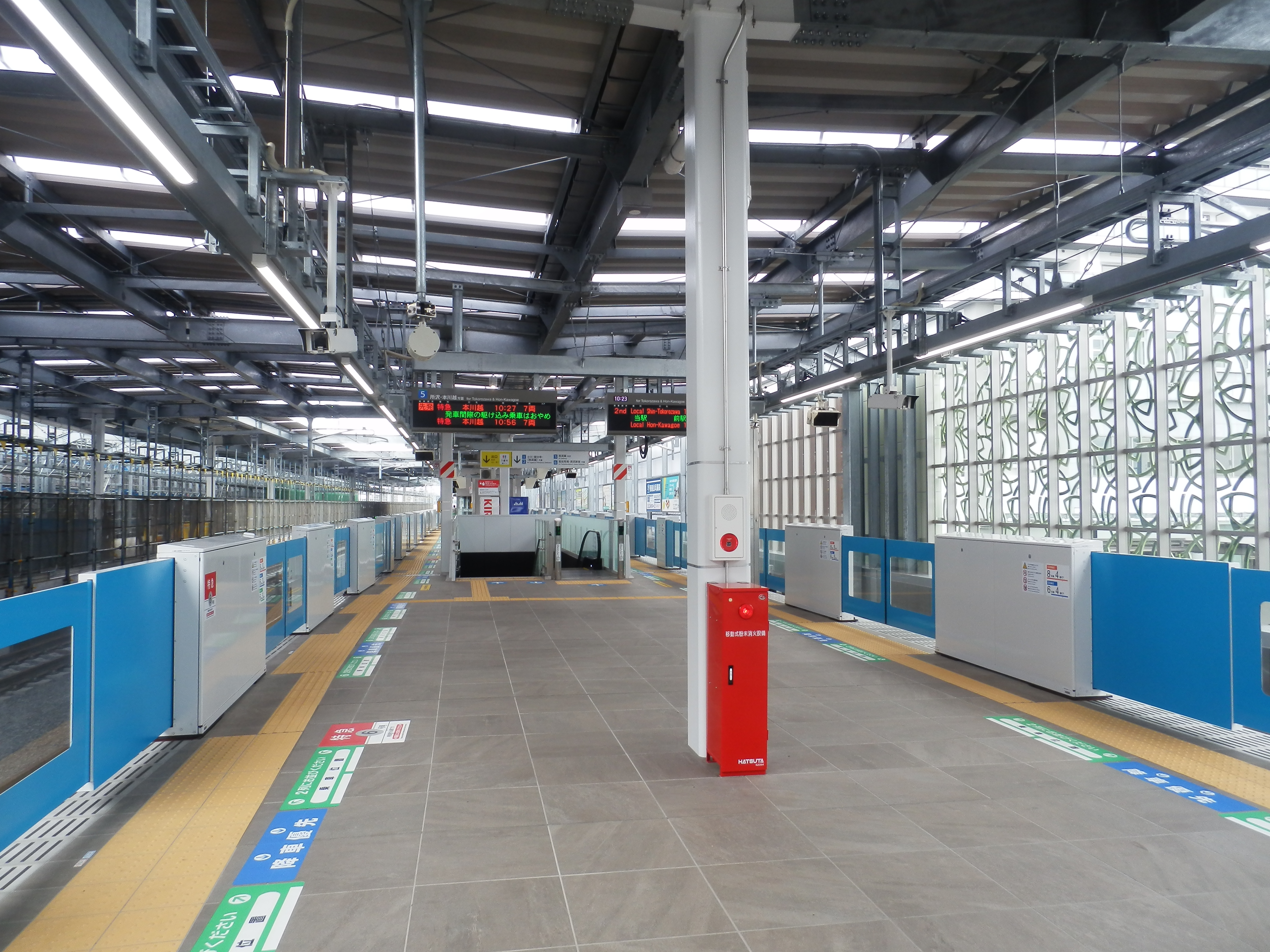
西武新宿線下り高架ホーム（2025年7月）

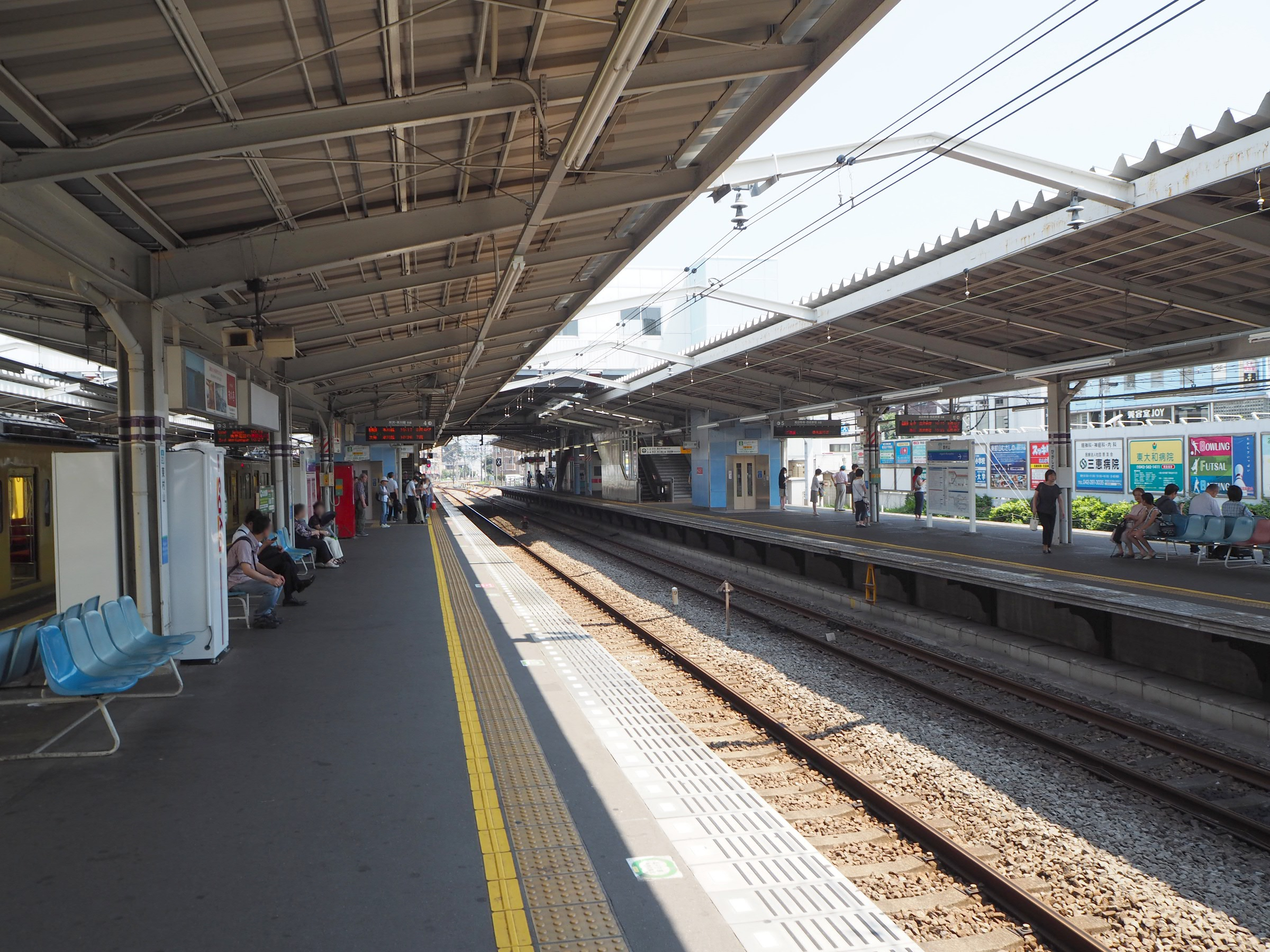
高架化工事前のホーム（2015年7月）

東村山駅（ひがしむらやまえき）は、東京都東村山市本町二丁目にある、西武鉄道の駅である。国分寺駅、小川駅と並び西武最古の駅の一つでもある。
特急「小江戸」号を含む全列車が停車する。また東村山駅管区として、西武園駅と東村山駅 - 東伏見駅間の各駅を管理している。

## 乗り入れ路線
新宿線、西武園線、国分寺線の3路線が乗り入れ、4方向の列車が利用できる。西武園線は当駅が起点、国分寺線は当駅が終点である。国分寺線の列車の一部は新宿線の本川越方面や西武園線と直通運転を行っていたが、現行ダイヤでは直通列車の設定はない。
駅番号については、新宿線がSS21、国分寺線と西武園線がSK05である。
所沢方面から拝島方面へ行く場合、通常は小平で乗り換えるが、時刻によっては東村山で国分寺線に乗り換えると小川で拝島線下り列車に接続することがあり、その場合は東村山到着前の車内でアナウンスされる。

## 歴史

### 久米川仮停車場の開設

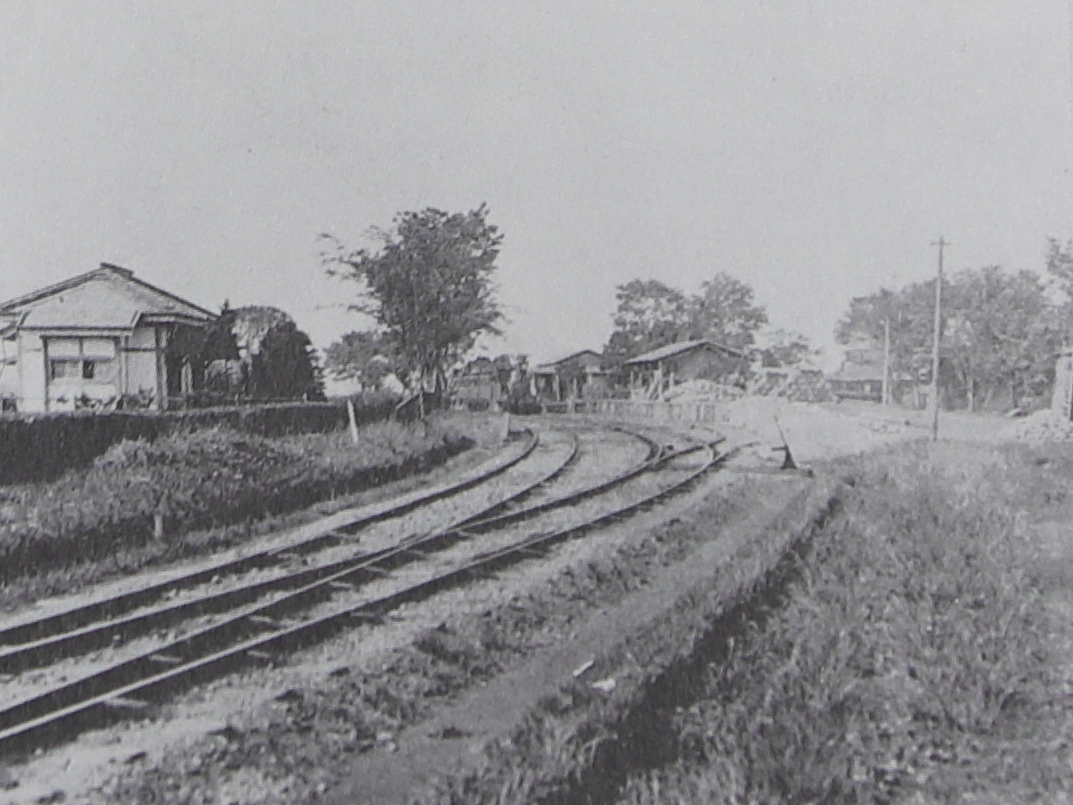
1902年ごろの東村山停車場

川越鉄道は甲武鉄道国分寺停車場と川越を結ぶ目的で建設され計画時は東村山に停車場を作る予定はなかった。その理由を『東村山市史』では、東村山から一人も発起人が出なかったこと、同じく発起人がいなかったにもかかわらず小平村（現・小平市）に小川停車場が設置されたのは、青梅街道と交差するなど要衝の地であったことに対し、東村山が純農村地帯であったことを挙げている。ところが、予期せぬ出来事により東村山に停車場が設置されることになった。それは、柳瀬川の架橋に対し地元住民が水害の恐れがあると反対したため、工事が中断。結局内務省の裁定で橋梁の設計変更を行うこととなった。しかし、工事が大幅に遅延したため、やむなく1894年（明治27年）12月、橋梁手前に久米川仮停車場を設けて川越鉄道は暫定開業となり、こうして東村山に初めての停車場が誕生した。その後橋梁が完成し、翌年3月に川越停車場まで全通したため、久米川仮停車場は廃止されることになった。それを知った住民は停車場の設置を川越鉄道に陳情し、工事資金と用地を提供することにより8月に久米川仮停車場から国分寺停車場寄りに東村山停車場が開業することになった。西口ロータリーに設置されている「東村山停車場の碑」裏面には、寄付者約250人の姓名とその金額が記されている。

### 村山貯水池建設と延長線建設
このように、周辺の主たる産業が農業であり、畑と雑木林ばかりであった東村山停車場に転機をもたらしたのは、東京市による公共事業だった。明治時代末期、東京市は人口の急増による飲料水不足が深刻な問題となっており、その対策を模索していた。そして、大和村（現・東大和市）の地に人造湖を造成することとなり、1916年（大正5年）から大規模な開発が行われることになった。東京市では、1920年（大正9年）に東村山停車場から建設現場までトロッコ軌道を敷設、連日多摩川から採取した砂利やセメントを国分寺を経由して東村山停車場でトロッコに積み換えて現場まで輸送した。
また同じ頃、都心へ直接乗り入れるべく東村山停車場から分岐して国鉄高田馬場駅に向かう路線の建設を決定し、1925年（大正14年）から用地買収に着手した。東村山停車場はその建築資材の搬入先となり、工事の進捗とともにこれらの建設の工事関係者の流入により、停車場前はカフェ、商店、下宿屋、映画館などが軒を並べて活況を呈した。

### ハンセン病患者専用ホーム
かつては国立療養所多磨全生園に収容されるハンセン病患者や、東村山に多く所在していた感染症患者向け診療所に入所する結核患者を乗せた「病人車」と呼ばれる臨時列車が国分寺方面から入線し、一般客から隔離された専用の駅舎とホームが現在の東口側に存在していた（このころ改札口は西口しかなかった）。病院が1929年（昭和4年）に自動車を購入し、品川、八王子、赤羽、三河島などの各駅に迎えに行くようになり「病人車」による患者輸送は廃止され、専用の駅舎とホームはすべて撤去された。その敷地は拡張された駅施設の下になっており、当時を偲ばせるものは全く残っていない。

### 戦時の糞尿輸送
東京都の依頼により1944年（昭和19年）から鉄道による糞尿輸送が行われることとなり、コンクリート製の貯溜槽が駅の北側に設けられた。地元の人からは溜もしくはくそ溜といわれていた。毎朝糞尿を積んだ貨車がやってきたが一日で汲み取ったという。また1945年（昭和20年）1月にはこれの底が抜け落ち、周囲に糞尿を撒き散らした揚句地下水が汚染されたという事故も発生している。使用廃止後は西武鉄道の社宅が建てられた。2011年に老朽化した社宅を壊したところ基礎の下からコンクリートの構造物が出土したため東村山ふるさと歴史館では学術調査をする予定である。

### 連続立体交差事業

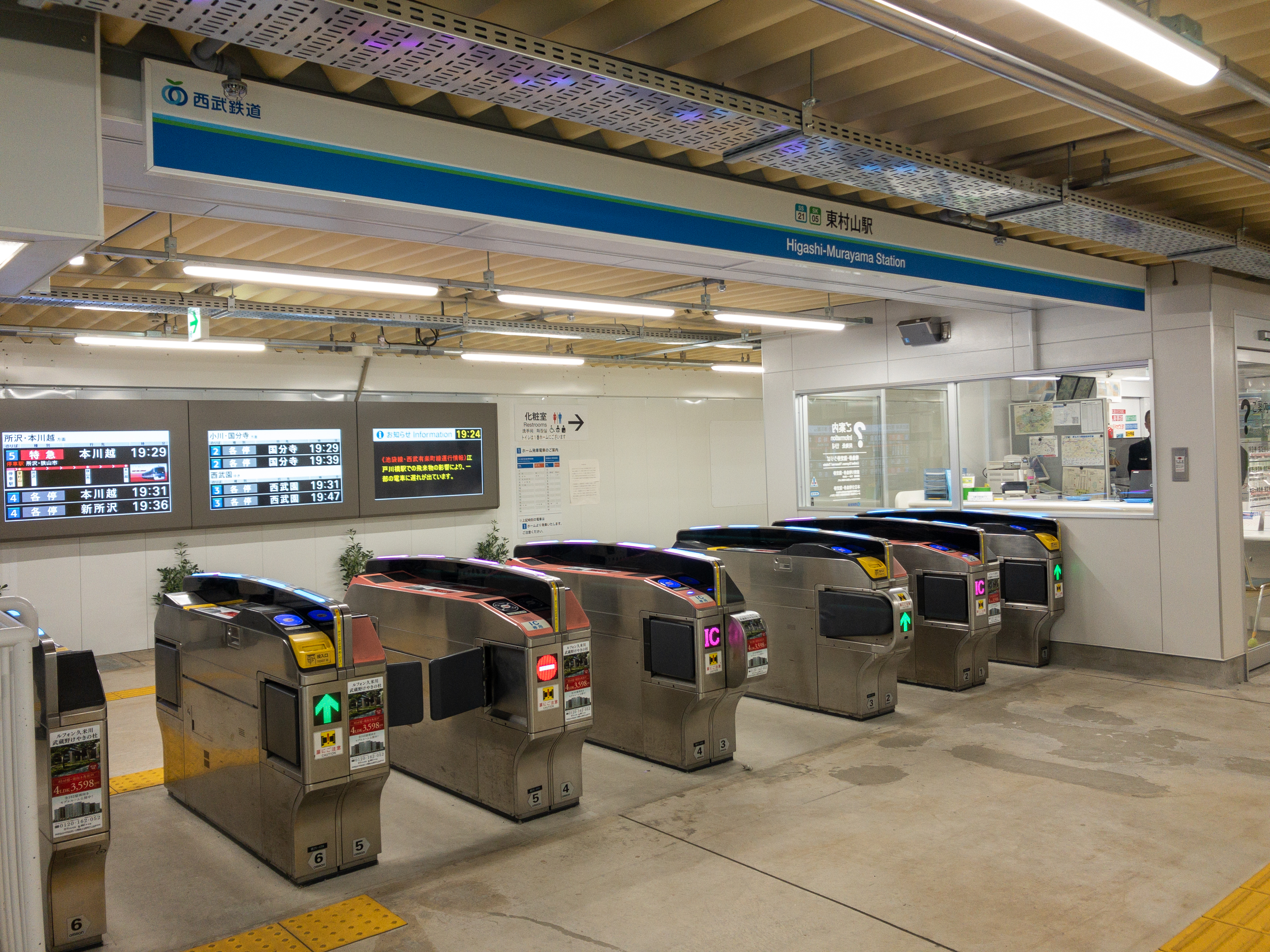
2019年から供用された地下改札

駅周辺の踏切では慢性化した渋滞が問題となっていたことから、東京都・東村山市・西武鉄道は東村山駅および駅付近の新宿線、国分寺線、西武園線の約4.5kmの区間について鉄道を高架化し、道路と鉄道の連続立体化する構想について検討していた。2012年、東京都が連続立体交差化計画を決定、2013年、国土交通省より都市計画事業認可。2015年6月着工。2028年度に完了する予定である。完成時には府中街道（多摩南北道路の一つ）、鷹の道など5カ所の踏切が除去されるほか、駅東西の地域を結ぶ幹線道路（東村山多摩湖駅線）が併せて整備される予定である。駅は2面4線（新宿線上り本線、新宿線上り待避線・国分寺線上り・西武園線上り、新宿線下り待避線・国分寺線下り・西武園線下り、新宿線下り本線）の高架駅となる。

### 年表
- 1894年（明治27年）12月21日：川越鉄道 久米川停車場として開業。
- 1895年（明治28年）
  - 3月21日：久米川 - 川越 (21.2キロメートル) 開通に伴い、久米川停車場廃止[9]。
  - 8月6日：東村山停車場として営業開始。
- 1916年（大正5年）：東村山郵便局の集配開始に伴い、郵便物の受け渡しを始める。
- 1927年（昭和2年）4月16日：村山線開通。駅舎を新築する。
- 1930年（昭和5年）4月5日：東村山駅 - 村山貯水池前駅（のち狭山公園前駅）間開業[10]
- 1933年（昭和8年）7月12日：西武鉄道東村山 - 国分寺間乗合自動車営業開始[11]
- 1944年（昭和19年）5月10日：東村山駅 - 狭山公園前駅間営業休止[12]
- 1948年（昭和23年）
  - 4月1日：東村山駅 - 村山貯水池駅間営業再開[12]
  - 11月5日：東村山駅 - 国分寺駅間電化[12]
- 1950年（昭和25年）4月6日：東村山駅 - 柳瀬信号所間複線運転開始[12]
- 1963年（昭和38年）4月21日：上り6両編成対応ホーム使用開始[12]
- 1971年（昭和46年）10月20日：橋上駅舎および東口ロータリー完成[13]。
- 1975年（昭和50年）6月2日：10両編成対応ホーム使用開始[12]
- 1980年（昭和55年）3月17日：休日のみ運行の快速急行を設定、停車駅になる。
- 1991年（平成3年）2月14日：乗り換え跨線橋使用開始[14]。
- 1993年（平成5年）9月9日：自動改札機使用開始。
- 1998年（平成10年）3月26日：快速急行の通過駅となり、休日ダイヤでは運休になる。
- 2007年（平成19年）3月6日：9年ぶりに快速急行の停車駅になる[15]。
- 2011年（平成23年）12月24日：西武園発西武新宿行き各駅停車による脱線事故が構内で発生。
- 2013年（平成25年）3月16日：ダイヤ改正に伴い、特急「小江戸」の停車駅となる[16]。
- 2014年（平成26年）12月1日：4 - 6番ホームの発車メロディを『東村山音頭』に変更（2016年3月31日まで）[17]。
- 2015年（平成27年）1月：高架橋工事に着手[18]。
- 2017年（平成29年）3月25日：旧1番ホームを廃止、旧2番ホームを新1番ホームとした上で、新2番ホームを旧3番ホーム国分寺方に新設[19]。電車発着時間帯を除き新1番ホームへの出入りが制限されるようになった。
- 2019年（令和元年）
  - 11月29日：終電をもって橋上駅舎を閉鎖[20]。
  - 11月30日：改札地下通路供用開始[20]。
- 2020年（令和2年）7月14日：1・2番ホームの発車メロディを『東村山音頭』に変更[21][22]。
- 2021年（令和3年）
  - 2月：橋上駅舎解体工事完了[23]。2020年9月15日に東村山市が発行した市報によると、2020年内の予定だった[24]。
  - 6月26日：東口に志村けんの功績を称える銅像が完成、除幕式が行われた[25]。
- 2025年（令和7年）6月29日：新宿線の下り（所沢・本川越方面）を高架線に切り替え[26][注釈 4]。
- 2026年（令和8年）度末：国分寺線と西武園線を高架に切り替える予定[28][注釈 5]。
- 2027年（令和9年）度末：新宿線の上り（西武新宿方面）を高架に切り替える予定[28][注釈 6]。

## 駅構造
島式ホーム3面6線を持つ。新宿線下りは、高架駅。国分寺線、西武園線、新宿線上りは、地上駅である。橋上駅舎を有していたが高架化工事に伴い、2019年11月29日の終電をもって閉鎖した。
2019年11月30日からは、本川越方面寄りに新たに改札地下通路が設けられた。
改札内にはコンビニエンスストア「TOMONY」がある。

### のりば
図上部より以下の順番
高架化工事の進捗に伴い、大きな変化が出ている。
| ホーム | 路線     | 方向 | 行先                   | 備考                             |
| ------ | -------- | ---- | ---------------------- | -------------------------------- |
| 1      | 西武園線 | -    | 西武園ゆき             |                                  |
| 1      | 国分寺線 | -    | 小川・国分寺方面       |                                  |
| 2      | 国分寺線 | -    | 小川・国分寺方面       | 一部1番ホーム                    |
| 3      | 西武園線 | -    | 西武園ゆき             | 一部1番ホーム                    |
| 4      | 新宿線   | 下り | 所沢・本川越方面       |                                  |
| 5      | 新宿線   | 下り | 所沢・本川越方面       | ■特急「小江戸」 はこのホームから |
| 5      | 新宿線   | 上り | 高田馬場・西武新宿方面 |                                  |
| 6      | 新宿線   | 上り | 高田馬場・西武新宿方面 |                                  |

- 新宿線は通常4・6番ホームを使用し、5番ホームは上りは特急との緩急接続に用いられ、下りは特急が使用する。また2013年3月16日の改正までは平日朝に通勤急行との接続にも用いられた。かつては西武園からの急行と所沢方面からの各停の接続も5・6番ホームで行っていた。なお、2016年3月26日実施の改正以降は、先述の同駅周辺高架化工事に先立ち、3番ホーム発着を西武園行きのみとし、下り本線から3番ホームへは進入できなくなった。また2025年3月改正以降、高架化に先立つダイヤ改正で上りの特急待避はすべて消滅し、新所沢駅ないし田無駅で退避を行なう形がとられた。
- 一部の西武園行列車は、1番ホームから発車するものもある（国分寺線から直通するもの、3番ホームが新宿線列車の特急待避で使用できない場合も1番ホームで発着していたが、高架化工事での配線変更に先立ち、3番ホームからの本川越方面発着は行わなくなった。）。
- 国分寺線からの新宿線（本川越方面）直通電車は、3番ホーム(列車によっては4番ホーム）に入線していたが、2016年3月26日ダイヤ改正以降は高架化工事に伴う配線変更に備え、全列車1番ホームへの発着に変更され、西武新宿方向からの接続は当駅から3駅先の新所沢駅となった。しかし、2019年3月16日ダイヤ改正で国分寺線と新宿線の直通運転が一時休止となった。
- 新宿線からの国分寺線直通列車は新1番ホームに入線していた。そのため新宿線下りや西武園線と平面交差するため夕方の直通列車ではたびたび第1場内信号機手前で入線交換待ちをしている姿が見受けられた。
- ダイヤ乱れ等で所沢方面から東村山行きが来た場合は、5番ホームで折り返す。
- 1997年春まではホーム番号の付番が逆であり、1・2番ホームが新宿線西武新宿方面となっていた。
- ホーム有効長は、1番ホームが6両編成に、4 - 6番ホームが10両編成に対応している。なお3番ホームは高架化工事に伴い、ホームの小平寄りに車止めが設置されたのち、西武園方面は北寄りに仮設ホーム延伸の上乗り場を移設、南寄りに国分寺方面の乗り場が新たに設けられ、こちらは新2番ホームとなった。
- 駅東側の6番ホーム隣にはかつて1本側線があり、久米川寄りには小さな保線基地があったが、高架化工事用地として2015年9月にいずれも撤去された。
- 基本的に10両・8両・6両停止位置は所沢寄りに定められているが、特急車両又は4両編成はホーム中程に停車することが定められている（4・6番ホームの4両停止目標を除く）。
- 新宿線の5番ホームから西武園方面へは、競輪開催時の南入曽車両基地からの回送列車に使用され、一部の西武園行きが出ていた。
- 2014年12月1日から2016年3月31日まで、発車メロディが新宿線ホームに限り『東村山音頭』に変更されていた[17]。4番ホーム（新宿線下り）、5・6番ホーム（新宿線上り）で流れる部分が異なっていた。なお、待避の関係で3番ホームに入る新宿線もあったが、この列車に関しては非対応であった（池袋線上り標準のメロディが流れていた）。その後2020年3月29日に死去し、6月25日に東村山市名誉市民に選定された志村けんの功績に対する感謝の気持ちを込め、同年7月14日から1・2番ホームで再び使用されている[21]。
- 東村山駅付近連続立体交差化事業のため、2017年3月25日より1番ホーム(国分寺・西武園線)が使用停止となった[注釈 7][19]。その後、乗換跨線橋を撤去すると同時に配線が変わる。これらの代替機能として、仮地下道・仮改札を設置し、新宿線下り線を高架化し、その後順次西武園線・国分寺線・新宿線上りを高架化する予定。橋上駅舎があった時代のトイレは、車椅子対応を含め上り側に整備されていたが、新1番ホームに移動した。このトイレは、車椅子用・男女いずれも温水洗浄便座が整備されている。その関係で、新1番ホームを発着する列車は少ないが、このトイレ利用目的として全面閉鎖を行わずに開放している。

- 左が1番ホーム（旧2番ホーム）右奥が3番ホーム、画面外の右手前に2番ホームがある（2018年7月撮影）
- 2番ホームに停車中の国分寺線、右は1番ホーム（旧2番ホーム）（2018年7月撮影）
- 3番ホームに停車中の西武園線（2018年7月撮影）
- 左が4番ホーム、右が5・6番ホーム、乗換跨線橋が撤去され代替の乗換地下道が整備された（2018年7月撮影）

## 利用状況
2024年度の一日平均乗降人員は45,102人で、西武鉄道全92駅中19位である。

### 年度別一日平均乗降人員
| 年度               | 新宿線           | 新宿線 | 国分寺線         | 国分寺線 | 西武園線         | 西武園線 |
| 年度               | 1日平均 乗降人員 | 増加率 | 1日平均 乗降人員 | 増加率   | 1日平均 乗降人員 | 増加率   |
| ------------------ | ---------------- | ------ | ---------------- | -------- | ---------------- | -------- |
| 2003年（平成15年） | 30,556           | 1.7%   | 11,754           | 2.4%     | 352              | 4.1%     |
| 2004年（平成16年） | 30,323           | -0.8%  | 11,739           | -0.1%    | 377              | 7.1%     |
| 2005年（平成17年） | 30,684           | 1.2%   | 11,940           | 1.7%     | 372              | -1.3%    |
| 2006年（平成18年） | 30,961           | 0.9%   | 11,963           | 0.2%     | 384              | 3.2%     |
| 2007年（平成19年） | 31,595           | 2.0%   | 11,952           | -0.1%    | 383              | -0.3%    |
| 2008年（平成20年） | 32,425           | 2.6%   | 12,258           | 2.6%     | 372              | -2.9%    |
| 2009年（平成21年） | 32,653           | 0.7%   | 12,573           | 2.6%     | 367              | -1.3%    |
| 2010年（平成22年） | 32,675           | 0.1%   | 12,754           | 1.4%     | 357              | -2.7%    |
| 2011年（平成23年） | 32,596           | -0.2%  | 12,750           | 0.0%     | 359              | 0.6%     |
| 2012年（平成24年） | 33,016           | 1.3%   | 12,970           | 1.7%     | 361              | 0.6%     |
| 2013年（平成25年） | 33,738           | 2.2%   | 13,157           | 1.4%     | 351              | -2.8%    |
| 2014年（平成26年） | 33,516           | -0.7%  | 12,976           | -1.4%    | 339              | -3.4%    |
| 2015年（平成27年） | 33,991           | 1.4%   | 13,239           | 2.0%     | 339              | 0.0%     |
| 2016年（平成28年） | 34,711           | 2.1%   | 13,498           | 2.0%     | 346              | 2.1%     |
| 2017年（平成29年） | 35,609           | 2.6%   | 13,540           | 0.3%     | 343              | -0.9%    |
| 2018年（平成30年） | 35,648           | 0.1%   | 13,509           | -0.2%    | 331              | -3.5%    |
| 2019年（令和元年） | 35,330           | -0.9%  | 13,282           | -1.7%    | 322              | -2.7%    |
| 2020年（令和02年） | 26,620           | -24.7% | 10,234           | -23.0%   | 227              | -29.5%   |

### 年度別一日平均乗車人員
近年の一日平均乗車人員の推移は下表の通りである。
| 年度   | 一日平均 乗車人員 | 一日平均 乗車人員 | 一日平均 乗車人員 | 一日平均 乗車人員 |
| 年度   | 新 宿 線          | 国分寺線          | 西武園線          | 出典              |
| ------ | ----------------- | ----------------- | ----------------- | ----------------- |
| 1992年 | 15,992            | 5,167             | 279               | [ * 1 ]           |
| 1993年 | 15,814            | 5,230             | 266               | [ * 2 ]           |
| 1994年 | 15,195            | 5,493             | 249               | [ * 3 ]           |
| 1995年 | 15,066            | 5,555             | 246               | [ * 4 ]           |
| 1996年 | 14,830            | 5,674             | 238               | [ * 5 ]           |
| 1997年 | 14,849            | 5,679             | 205               | [ * 6 ]           |
| 1998年 | 14,836            | 5,674             | 148               | [ * 7 ]           |
| 1999年 | 14,806            | 5,587             | 145               | [ * 8 ]           |
| 2000年 | 14,923            | 5,663             | 148               | [ * 9 ]           |
| 2001年 | 15,066            | 5,652             | 142               | [ * 10 ]          |
| 2002年 | 15,022            | 5,677             | 137               | [ * 11 ]          |
| 2003年 | 15,336            | 5,850             | 142               | [ * 12 ]          |
| 2004年 | 15,216            | 5,888             | 151               | [ * 13 ]          |
| 2005年 | 15,419            | 6,055             | 151               | [ * 14 ]          |
| 2006年 | 15,542            | 5,978             | 156               | [ * 15 ]          |
| 2007年 | 15,814            | 5,874             | 161               | [ * 16 ]          |
| 2008年 | 16,222            | 6,036             | 159               | [ * 17 ]          |
| 2009年 | 16,329            | 6,197             | 159               | [ * 18 ]          |
| 2010年 | 16,299            | 6,323             | 162               | [ * 19 ]          |

## 駅周辺

### 東口
| 志村けんの木（2020年8月11日） |  | 志村直筆とサインが入った看板 |  | 志村けんの像 |
| 志村けんの木（2020年8月11日） |  | 志村直筆とサインが入った看板 |  | 志村けんの像 |

- 志村けんの木・銅像
1976年に「東村山市の知名度を高めた」功績により市長から志村に感謝状を授与した際、その記念と志村への激励の証として植えられたケヤキの木。なお、志村は1995年に東村山駅開業百周年記念イベントの司会を担当した[31]。
- 府中街道（東京都道・埼玉県道16号立川所沢線・埼玉県道・東京都道17号所沢府中線）
- 東村山市役所
  - 東村山市いきいきプラザ
  - 東村山市保健センター
- 東村山市立中央図書館
- 東村山市市民センター
- 東村山市立中央公民館
- 東村山税務署
- 東村山警察署
  - 東村山駅前交番
- 東村山消防署本町出張所
- 東村山郵便局
- 東村山市役所前郵便局
- 東京都立東村山高等学校
- イトーヨーカドー東村山店・ブックオフ+
- 青梅信用金庫東村山支店
- 山梨中央銀行東村山支店
- 東村山市民スポーツセンター
- スーパーアルプス 東村山店

### 西口

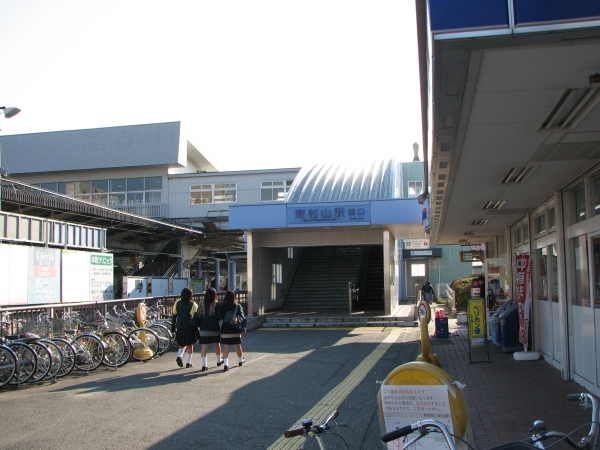
再開発前の西口（2006年12月24日）

- 東村山停車場の碑（碑銘は「東邨山停車場之碑」） - 1897年建立。当駅が住民の寄付によって開設されたことを記念する碑。西口駅前広場整備のため一時撤去されていたが、2009年に西口ロータリー内に再置された。碑とともに「嘉永七年」・「馬頭観世音」の銘を持つ石造物も伝えられている。野口町1丁目にあったもので、現在も碑の傍らに設置されている。
- 鉄道開通100周年記念碑 - 1994年9月、鉄道開通100周年記念事業実行委員会により東口の東村山駅前交番脇に建立。2013年、東村山停車場の碑の傍らに移設。

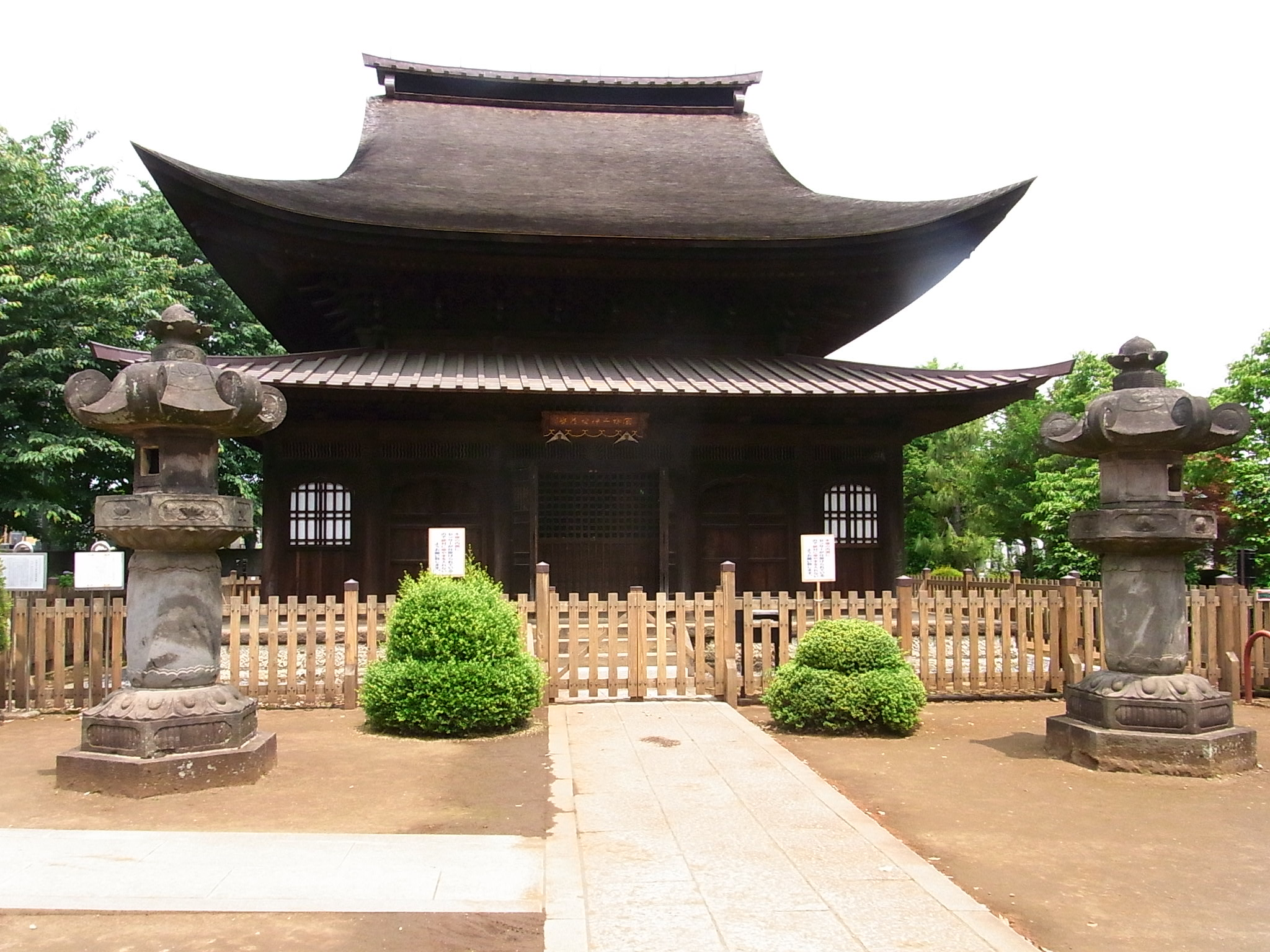
正福寺 地蔵堂（国宝）
（2010年6月11日）

- パークハウスワンズタワー
- 東村山市市民ステーション サンパルネ
- 東村山市地域福祉センター
- 東村山社会福祉センター
- 東村山ふるさと歴史館

- 正福寺地蔵堂 - 都内唯一の国宝建築。
- 徳蔵寺 板碑保存館
- 北山公園 - 菖蒲の名所。
- 八国山緑地
- 東京都水道局東村山浄水場
- 東村山野口郵便局
- りそな銀行東村山支店
- 飯能信用金庫東村山支店
- 多摩信用金庫東村山支店
- 東京都道128号東村山東大和線
- コープみらい東村山駅前店
- 東村山市立化成小学校

### バス路線

#### 東口
- 青葉恩多町線：柳泉園グランドパーク循環（銀河鉄道）
- 無料通勤バス 新宿駅西口（東京モード学園）・東京駅丸の内口行き（銀河鉄道） ※2020年3月12日 - 3月31日の期間限定運行、要事前予約[32]
- グリーンバス（西武バスが受託運行）
  - 多摩北部医療センター行き
  - 多摩北部医療センター経由 新秋津駅行き
  - 久米川町循環

#### 西口
- 立35：武蔵大和駅・東大和市駅・立川営業所経由 立川駅北口行き（西武バス）
- 立35-1：武蔵大和・東大和市駅経由 立川営業所行き
- 東大和35：武蔵大和経由 東大和市駅
- グリーンバス（西武バスが受託運行）
  - 諏訪町循環
  - 富士見町四丁目経由 久米川駅南口行き

## 隣の駅
西武鉄道
 新宿線
- ■特急「小江戸」停車駅

■快速急行（土休日下りのみ運転）・ ■通勤急行（平日上りのみ運転）
田無駅 (SS17) - 東村山駅 (SS21) - 所沢駅 (SS22)
■急行・■準急・■各駅停車
久米川駅 (SS20) - 東村山駅 (SS21) - 所沢駅 (SS22)
 国分寺線
■各駅停車
小川駅 (SK04) - 東村山駅 (SK05)
 西武園線
■各駅停車
東村山駅 (SK05) - 西武園駅 (SK06)
かつて特急「小江戸」が通過駅だった当時、6月に北山公園で開催される「菖蒲まつり」期間中に特急「小江戸」が臨時停車していた。また、2012年にも西武鉄道創立100周年を記念し、西武新宿発19時台と20時台の下り4本が9月24日 - 30日の期間に臨時停車していた。2013年3月16日のダイヤ改正より特急「小江戸」の停車駅となり全列車停車駅になった。